# Whakamaru
Whakamaru – miasto w Nowej Zelandii, na Wyspie Północnej, w regionie Waikato.